# Alejandro Morera
Alejandro Morera Soto (Alajuela, 14 juli 1909 – 26 maart 1995)  geldt als de beste voetballer van Costa Rica aller tijden. Hij had als bijnaam El Magico. Na zijn loopbaan als voetballer was Morera actief als politicus.
Morera speelde in eigen land meerdere periodes voor Liga Deportiva Alajuelense. In het buitenland was hij actief bij het Cubaanse Centro Gallego (1927-1928), en de Spaanse RCD Espanyol (1933), FC Barcelona (1933-1935) en Hércules CF (1935-1936). Morera speelde 76 competitieduels voor FC Barcelona en in 1934 werd hij Catalaans kampioen met de club. Dat jaar was de aanvaller tevens clubtopscorer. 
Het stadion van de Costa Ricaanse topclub LD Alajuelense is vernoemd naar Alejandro Morera.